# Silene macrodonta
Silene macrodonta är en nejlikväxtart som beskrevs av Pierre Edmond Boissier. Silene macrodonta ingår i släktet glimmar, och familjen nejlikväxter. Inga underarter finns listade i Catalogue of Life.